# Огава Ђихеи VII
Огава Ђихеи VII – (小川治兵衛, 1860-1933) познати јапански вртни дизајнер (庭師, ниваши) Меиђи епохе (1868-1912), познат и као Уеђи. Схватио је потребе новог високог друштва које је подједнако познавало манире Запада и традицију Јапана и створио нови тип врта. Трансформисао је традиционални врт у духу епохе, са светлим, широко отвореним просторима са травњацима и водом. Имао је натуралан прилаз у дизајну тако да се није препознавала артифицијелност. Био је пионир јапанских модерних вртова.
Поред осталог радио је и врт Мурин-ен (1894—97), врт Шинен при храму Хеиан (1894—95) у Кјоту и многе друге. Био је пионир јапанских модерних вртова.